# Ле-Сентер (город, Миннесота)
Ле-Сентер (англ. Le Center) — город в округе Ле-Сур, штат Миннесота, США. На площади 3,8 км² (3,8 км² — суша, водоёмов нет), согласно переписи 2002 года, проживают 2240 человек. Плотность населения составляет 581,9 чел./км².
- Телефонный код города — 507
- Почтовый индекс — 56057
- FIPS-код города — 27-36134[1]
- GNIS-идентификатор — 0646552[2]